# Navilier

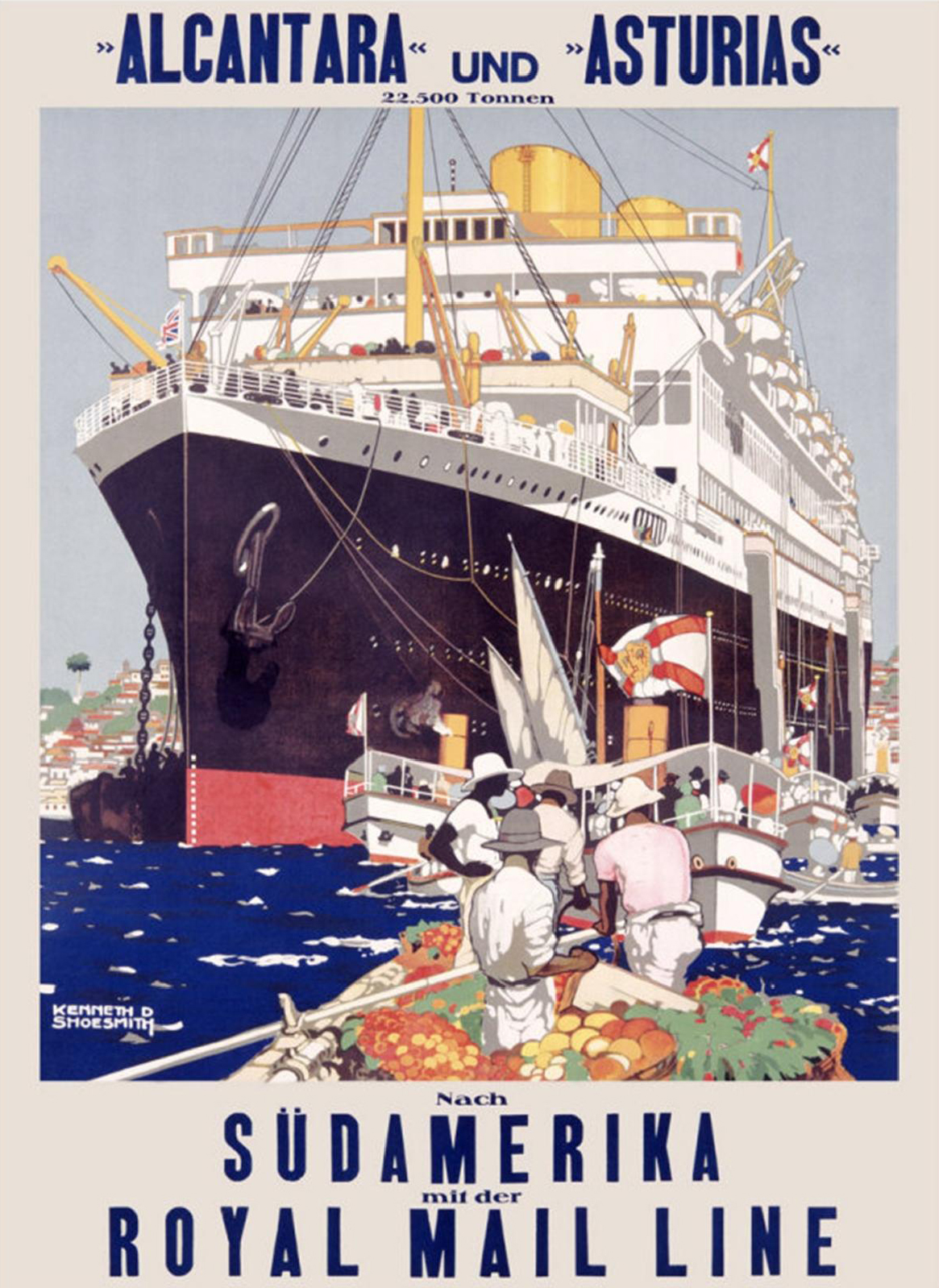
Pòster publicitari dels anys 30 de l'empresa naviliera Royal Mail Lines promocionant les seves rutes amb Amèrica del Sud

Un navilier o empresa naviliera és la figura representant del vaixell al port on es troba. A l'estat espanyol està regulat per la Llei 27/1992, de 24 de novembre, de ports de l'Estat i de la marina mercant, és defineix com tota aquella persona física o jurídica que, utilitzant vaixells mercants propis o aliens, es dedica a explotar-los, fins i tot quan això no constitueix la seva activitat principal, sota qualsevol modalitat admesa pels usos internacionals.